# 미슈쿠프군

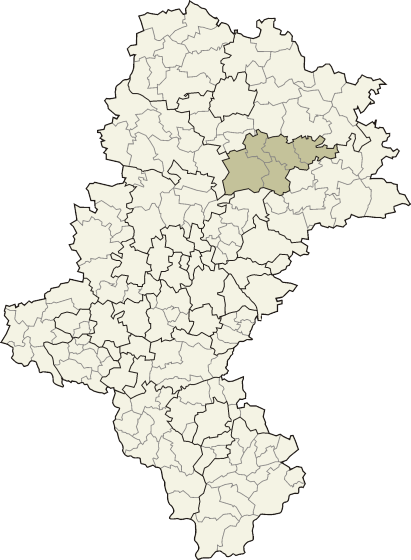
실롱스크주 지도에 표시된 미슈쿠프군의 위치

미슈쿠프군(폴란드어: powiat myszkowski)은 폴란드 실롱스크주에 위치한 군으로 군청 소재지는 미슈쿠프이며 면적은 478.62km2, 인구는 70,959명(2019년 6월 30일 기준), 인구 밀도는 150명/km2이다.
북쪽으로는 쳉스토호바군, 남동쪽으로는 자비에르치에군, 남쪽으로는 벵진군, 서쪽으로는 타르노프스키에구리군, 루블리니에츠군과 접한다. 5개 지방 자치체(1개 도시, 2개 도시형 농촌, 2개 농촌)를 관할한다.

군기
군 문장